# 网子椰子
网子椰子（学名：Dictyosperma album）为棕榈科公主椰子属下的一个种。

## 扩展阅读
- 維基物種上的相關：网子椰子